# William Hartnell
William Henry Hartnell (8. ledna 1908 – 23. dubna 1975) byl britský herec. V letech 1963–66 ztvárnil jako první postavu Doktora v nejdéle běžícím sci-fi seriálu "Pán času".

## 1908–1963
Narodil se v londýnském St Pancras v Anglii jako jediné dítě svobodné matky Lucy Hartnellové. I přes snahu nikdy nezjistil jméno svého otce (kolonka otce zůstala v rodném listě nevyplněná). K divadlu se dostal roku 1925. V roce 1928 se společně s herečkou Heather McIntyre objevil ve hře Miss Elizabeth's Prisoner R. N. Stephense a Lyall Sweta. O rok později se vzali. První (z více než šedesátky) filmů, v nichž se objevil, byl Say It With Music z roku 1932. Měl také hrát postavu Alberta Fosdike ve filmu Noëla Cowarda z roku 1942 In Which We Serve, ale zmeškal svůj první natáčecí den. Coward mu před celým štábem vynadal za jeho neprofesionalitu, donutil ho se všem omluvit, a pak ho vyhodil.
Na počátku druhé světové války nastoupil ke královské tankové brigádě, po 18 měsících byl však propuštěn z důvodu nervového zhroucení a vrátil se zpět k filmování. Pro běj byly typické komické role, a to až do roku 1944, kdy si zahrál roli seržanta Neda Fletchera ve filmu The Way Ahead. Většina jeho rolí spočívala ve ztvárňování policistů, vojáků a zločinců. Fakt, že mu byly přisuzovány takové role, mu vadil, protože hrál většinou hlupáky. V roce 1958 hrál seržanta v prvním filmu se série komedií Carry On, Carry On Sergeant, a v roce 1963 se objevil jako městský radní ve filmu bratrů Boultingových Heavens Above! po boku Petera Sellerse. Také hrál postavu Willa Buckleyho ve filmu z roku 1959 Myš, která řvala (opět po boku Petera Sellerse).
První televizní rolí byla role Percy Bullimora v seriálu The Army Game (1957–1961). V roce 1963 se objevil ve filmové verzi seriálu This Sporting Life (Ten sportovní život).

## Doctor Who (Pán času)(1963–1966)
Jeho herectví v This Sporting Life si všimla Verity Lambertová, producentka připravující pro BBC nový sci-fi seriál Pán času. Lambertová mu v ní nabídla titulní roli. Ačkoliv si nebyl Hartnell jistý, zda roli přijmout, Lambertová a režisér Waris Hussein ho nakonec přesvědčili.
Role Prvního Doktora mu přinášela v roce 1966 pravidelný plat 315 liber za epizodu (v podstatě 315 liber týdně – v té době byl seriál vysílán 48 týdnů v roce), což odpovídá dnešním 4 050 librám za týden. Pro srovnání, v roce 1966 dostávali jeho spolupracovníci Anneke Wills a Michael Craze za epizodu 68 a 52 liber.
V roli doktora nosil paruku. Zatímco jeho postava nosila dlouhé vlasy, on sám dával v soukromém životě přednost kratšímu střihu.
Někteří z jeho kolegů ho označili za osobu, s níž se těžko pracovalo. Na druhou stranu, jiní (zejména herci Peter Purves a William Russell, a producentka Verity Lambertová) o něm po více než 40 let mluvili pozitivně. Další ze zlých jazyků, Nicholas Courtney, se ve svých pamětech zmínil, že během natáčení Mistrovského plánu Daleků prohlásil, že je komparz na place samý žid. Courtney došel k názoru, že byl antisemita. V rozhovoru z roku 2008 Courtney tvrdil, že si myslí, že byl „nacionalisticky smýšlející a celkem netolerantní k jiným rasám.“ Tak jako tak, vždycky si dobře rozuměl se svojí první společnicí Carole Ann Fordovou, která je Židovka.
Jeho zhoršující se zdraví (trpěl aterosklerózou), které mu ztěžovalo odříkávání replik, a také špatné vztahy s novým produkčním týmem po odchodu Verity Lambertové nakonec vedly k jeho opuštění seriálu v roce 1966.
Producent seriálu tehdy přišel s unikátní myšlenkou: pokud je Doktor mimozemšťan, může se po své smrti přeměnit v jiného muže, čímž se zcela obnoví. On sám označil Patricka Troughtona za svoji možnou náhradu. Ve druhém příběhu čtvrté řady Desátá planeta tak první Doktor zregeneroval v Doktora druhého.

## 1963–1975
Roli Doktora si zopakoval ještě v roce 1972, v příběhu Tři doktoři (vysílaném 1972–1973), natočeném k desátému výročí seriálu. Objevil se zde však pouze ze záznamu na obrazovce. Šlo o jeho poslední roli vůbec. Počátkem 70. let se jeho zdraví značně zhoršilo. V prosinci 1974 byl přijat do nemocnice. Zemřel ve spánku, 23. dubna 1975, ve věku 67 let.
Po jeho smrti byla jedna jeho scéna z příběhu Dalecká invaze Země (1964) použita před úvodními titulky příběhu k 20. výročí seriálu Pán času The Five Doctors (1983), ačkoliv byla jeho role ve zbytku příběhu hrána jiným hercem – Richardem Hurndallem.
Se svojí ženou Heather McIntyrovou (vzali se 9. května 1929) měl dceru Heather Anne, která mu dala dvě vnoučata. Jeho žena, Heather, zemřela v roce 1984. Jedinou biografii napsala jeho vnučka, Jessica Carney (vlastním jménem Judith), a nazvala ji Who's There (Kdo je tam), s podtitulem Život a kariéra Williama Hartnella.

## Filmografie
Zahrál si ve více než sedmdesáti britských filmech, dále ztvárnil několik divadelních a televizních rolí, avšak nejvíce je jeho osoba spojovaná s postavou Doktora ze seriálu "Pán času".
- Say It with Music (1932)
- I'm an Explosive (1933)
- Follow the Lady (1933)
- The Lure (1933)
- Swinging the Lead (1934)
- The Perfect Flaw (1934)
- Seeing is Believing (1934)
- Old Faithful (1935)
- While Parents Sleep (1935)
- The Guv'nor (1935)
- Nothing Like Publicity (1936)
- Parisian Life (1936)
- The Crimson Circle (1936)
- The Shadow of Mike Emerald (1936)
- Midnight at Madame Tussaud's (1936)
- Farewell Again (1937)
- They Drive by Night (1938)
- Too Dangerous to Live (1939)
- Murder Will Out (1939)
- They Came by Night (1940)
- Freedom Radio (1941)
- The Peterville Diamond (1942)
- Flying Fortress (1942)
- They Flew Alone (1942)
- Suspected Person (1942)
- The Goose Steps Out (1942)
- Sabotage at Sea (1942)
- The Bells Go Down (1943)
- The Dark Tower (1943)
- Strawberry Roan (1944)
- Headline (1944)
- The Way Ahead (1944)
- The Agitator (1945)
- Murder in Reverse (1945)
- Appointment with Crime (1946)
- Odd Man Out (1947)
- Brighton Rock (1947)
- Temptation Harbour (1947)
- Escape (1948)
- Now Barabbas (1949)
- The Lost People (1949)
- Double Confession (1950)
- The Dark Man (1951)
- The Magic Box (1952)
- The Ringer (1952)
- The Pickwick Papers (1952)
- The Holly and the Ivy (1952)
- Will Any Gentleman...? (1953)
- Footsteps in the Fog (1955)
- Josephine and Men (1955)
- Tons of Trouble (1956)
- Private's Progress (1956)
- Doublecross (1956)
- Hell Drivers (1957)
- Yangtse Incident (1957)
- The Hypnotist (1957)
- Date with Disaster (1957)
- Carry On Sergeant (1958)
- On the Run (1958)
- Strictly Confidential (1959)
- The Desperate Man (1959)
- The Night We Dropped a Clanger (1959)
- Shake Hands with the Devil (1959)
- The Mouse That Roared (1959)
- Jackpot (1960)
- And the Same to You (1960)
- Piccadilly Third Stop (1960)
- The World Ten Times Over (1963)
- Heavens Above! (1963)
- This Sporting Life (1963)
- To Have and to Hold (1963)
- Tomorrow at Ten (1964)

## Televizní role
- Douglas Fairbanks, Jr., Presents (1955)
- London Playhouse "The Inward Eye" (1955)
- The Errol Flynn Theatre "The Red Geranium" (1956)
- A Santa For Christmas (1957)
- The Army Game (1957–1958)
- Probation Officer "Episode #1.28" (1959)
- The Flying Doctor "The Changing Plain" (1959)
- Dial 999 (1958–1959)
- ITV Television Playhouse (1960)
- Kraft Mystery Theater "The Desperate Men" (1961)
- Ghost Squad "High Wire" (1961)
- The Plane Makers "One Of Those Days" (1963)
- The Edgar Wallace Mystery Theatre "To Have And To Hold" (1963)
- No Hiding Place The Game (1967)
- Softly, Softly: Task Force "Cause Of Death" (1968)
- Crime of Passion "Alain" (1970)
- Pán času (1963–1966, 1973)